# Propulsor de combustível sólido do ônibus espacial

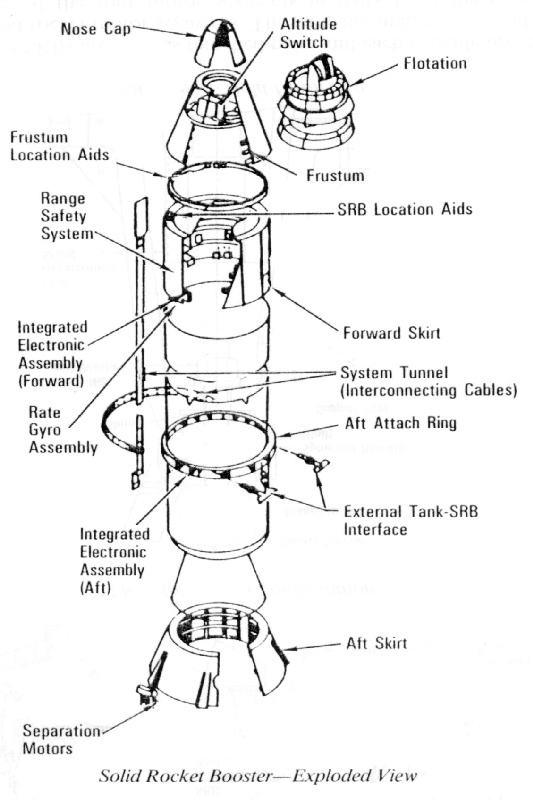
Visão esquemática de um
Solid Rocket Booster (SRB).

Space Shuttle Solid Rocket Booster ou simplesmente Solid Rocket Booster (SRB), é a designação dos foguetes auxiliares usados para compor o veículo de lançamento dos ônibus espaciais. Nesses veículos era usado um par desses foguetes de combustível sólido para dar um empuxo extra durante os dois primeiros minutos de voo.
Juntos, esse dois foguetes auxiliares forneciam 83% do empuxo de partida do ônibus espacial. Os SRBs foram os maiores foguetes movidos a combustível sólido já lançados em toda a história, e também os primeiros a ser usados para propulsão principal em missões tripuladas.
O principal contratante para a fabricação dos segmentos dos motores dos SRBs foi a Thiokol Corporation. Para os demais componentes, a principal contratante foi a USBI, uma subsidiária da Pratt & Whitney. Esse segundo contrato foi mais tarde repassado para a United Space Alliance, uma empresa de responsabilidade limitada criada pela Boeing e pela Lockheed Martin. 
Mais de 5 000 partes de um SRB eram recondicionadas para reaproveitamento após cada voo. Prova disso é que partes de um SRB usado na primeira missão, a STS-1, foram usadas na última, a STS-135. Além disso, num exemplo mais recente, partes reaproveitas de SRBs, foram usadas em testes do veículo Ares I. Em conjunto, o veículo Ares 1 DM-1, incluiu componentes de SRBs usados em 48 voos distintos dos ônibus espaciais e de 5 testes estáticos.